# William L. Frierson

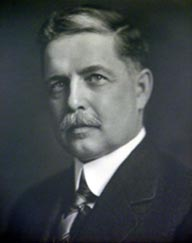
William L. Frierson

William Little Frierson (* 3. September 1868 in Shelbyville, Bedford County, Tennessee; † 25. Mai 1953 in Chattanooga, Tennessee) war ein US-amerikanischer Politiker, Jurist und United States Solicitor General.

## Biografie
Nach dem Schulbesuch studierte er an der Southern Presbyterian University in Clarksville und erwarb dort 1887 einen Bachelor of Arts (A.B.). Nach seiner Zulassung zum Rechtsanwalt in Tennessee 1889 war er als Anwalt tätig. Zwischen 1905 und 1907 war er Bürgermeister von Chattanooga und später von 1912 bis 1915 Staatsanwalt der Stadt. 1916 war er für einige Zeit Sonderrichter (Special Justice) am Obersten Gericht von Tennessee (Tennessee State Supreme Court).
1917 wurde er Mitarbeiter im Justizministerium der Vereinigten Staaten und war zunächst bis 1920 Assistent des US Attorney General. Im Juni 1920 wurde er von Präsident Woodrow Wilson zum Solicitor General ernannt und nahm damit bis Juni 1921 für ein Jahr den dritten Rang innerhalb des US-Justizministeriums ein.
Nach seinem Ausscheiden aus dem Regierungsdienst wurde er Partner der Anwaltskanzlei Williams & Frierson und war darüber hinaus von 1922 bis 1923 Präsident der Anwaltsvereinigung von Tennessee (Tennessee Bar Association).